# Open di Francia 2013 - Doppio leggende under 45
Albert Costa e Carlos Moyá erano i detentori del titolo, ma sono stati sconfitti in finale da Cédric Pioline e Fabrice Santoro per 4-6, 6-4, [4-1]r.

## Tabellone

### Legenda
| - Q = Qualificato - WC = Wild card - LL = Lucky loser | - ALT = Alternate - SE = Special Exempt - PR = Protected Ranking | - w/o = Walkover - r = Ritirato - d = Squalificato |

### Finale
|  | Finale |                                |   |   |      |  |
|  |        |                                |   |   |      |  |
|  | A1     | Cédric Pioline Fabrice Santoro | 4 | 6 | [4]  |  |
|  | B2     | Albert Costa Carlos Moyá       | 6 | 4 | [1]r |  |

### Gruppo A
|    |                                 | Pioline Santoro | Bruguera Krajicek   | Chang Medvedjev     | RR W–L | Set W–L | Game W–L | Standings |
| A1 | Cédric Pioline Fabrice Santoro  |                 | 6–2, 6–4            | 7–6(8), 6-4         | 2–0    | 4–0     | 25–16    | 1         |
| A2 | Sergi Bruguera Richard Krajicek | 2–6, 4–6        |                     | 4–6, 7–6(7), [10–3] | 1–1    | 2–3     | 18–24    | 2         |
| A3 | Michael Chang Andrei Medvedjev  | 6(8)–7, 4-6     | 6–4, 6(7)–7, [3–10] |                     | 0–2    | 1–4     | 22–25    | 3         |

La classifica viene stilata in base ai seguenti criteri: 1) Numero di vittorie; 2) Numero di partite giocate; 3) Scontri diretti (in caso di due giocatori pari merito ); 4) Percentuale di set vinti o di games vinti (in caso di tre giocatori pari merito ); 5) Decisione della commissione.

### Gruppo B
|    |                                   | Enqvist Grosjean | Costa Moyá       | Gaudio Ivanišević | RR W–L | Set W–L | Game W–L | Standings |
| B1 | Thomas Enqvist Sébastien Grosjean |                  | 0–6, 4–6         | 7–5, 6–3          | 1–1    | 2–2     | 17–20    | 2         |
| B2 | Albert Costa Carlos Moyá          | 6–0, 6–4         |                  | 4-6, 6-2, [10-7]  | 2–0    | 4-1     | 23-12    | 1         |
| B3 | Gastón Gaudio Goran Ivanišević    | 5–7, 3–6         | 6-4, 2-6, [7-10] |                   | 0–2    | 1-4     | 16-24    | 3         |

La classifica viene stilata in base ai seguenti criteri: 1) Numero di vittorie; 2) Numero di partite giocate; 3) Scontri diretti (in caso di due giocatori pari merito ); 4) Percentuale di set vinti o di games vinti (in caso di tre giocatori pari merito ); 5) Decisione della commissione.